# Palianytsia

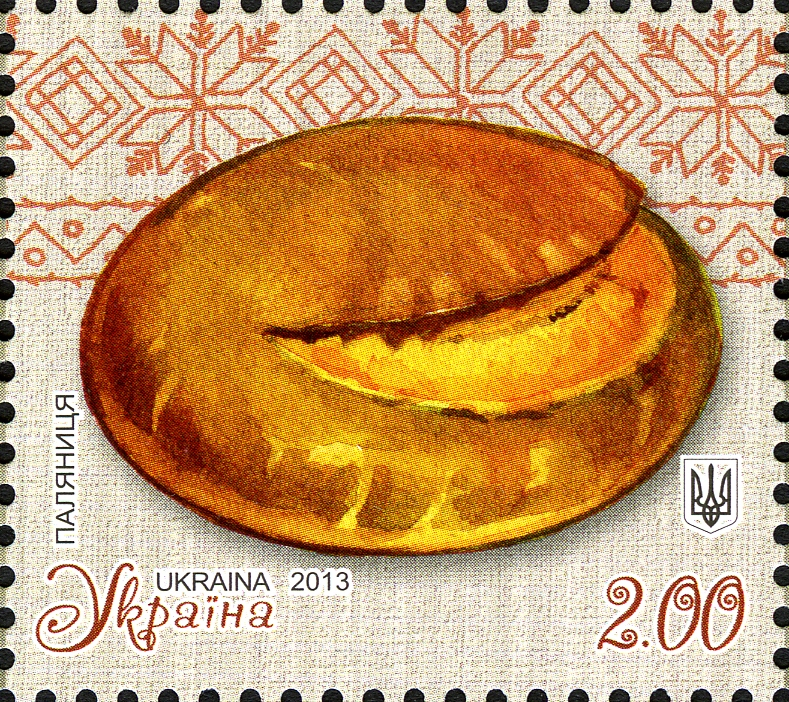
Timbre ukrainien en 2013 représentant une palianytsia.

La palianytsia (en ukrainien : паляниця, /pɐlʲɐˈnɪt͡sʲɐ/) est un type de pain ukrainien composé principalement de farine de blé cuit dans un four domestique. Ce pain au levain ou à la levure a une entaille semi-circulaire sur le tiers supérieur.

## Étymologie
Le mot vient du verbe ukrainien пали́ти, palyty, signifiant « cuire », « brûler » ou « fumer ». Une autre théorie est basée sur l'hypothèse que pOlianytsia est un pain traditionnel produit par les  POlanes (ПOляни) une tribu médiévale des Slaves de l'Est.

## Recette
La palianytsia traditionnelle était cuite à partir de pâte levée. Du houblon bouilli est mélangé dans une jatte avec de la farine de blé tamisée. La pâte obtenue est pétrie, recouverte et laissée refroidir. De la levure ou du levain sont ajoutés à la pâte refroidie, avant qu’elle ne soit placée dans un four non chauffé pendant la nuit. Le matin, la pâte qui a déjà levé est pétrie avec de la farine de blé, de l'eau tiède et du sel. Elle est ensuite divisée en morceaux, qui sont roulés sur la table. Le pain obtenu est placé au four sur une pelle en bois, saupoudré de farine ou de feuille de chou cuite à la vapeur. Enfin, une scarification est pratiquée dans le pain pour lui permettre de gonfler davantage lors de la cuisson.
Selon GOST 12793-77, les boulangeries de l'URSS produisaient une palianytsia ukrainienne normalisée cuite dans des moules. Elle avait un poids de 750 g à 1 kg, avec une coupe latérale de trois quarts de cercle.

## Symbolisme
Dans le christianisme, la palianytsia, comme le pain en général, symbolise le bonheur et le bien-être, le corps de Dieu, l'affection, l'hospitalité et la sécurité. Palianytsia peut également être interprété comme un symbole du soleil.
Selon la croyance populaire, on ne doit pas manger un morceau de palianytsia après une autre personne, car cela lui enlèverait son bonheur. Il est également de mauvais augure de laisser un morceau non consommé ; et manger du pain derrière le dos d'une autre personne « mangera » sa force.

## Autres utilisations
Le mot « palianytsia » est utilisé comme schibboleth en ukrainien, pour identifier les personnes dont l'ukrainien n'est pas la langue maternelle. Les Russes ont tendance à prononcer « palianytsia » en remplaçant le son ukrainien [ɪ] (noté ‹ и › et translittéré ‹ y ›) par [i], et parfois l'ukrainien я (ia) par а (a), ressemblant davantage à palianitsa ([pɐlʲɪˈnʲit͡sə]). Lors de l'invasion de l'Ukraine par la Russie en 2022, le mot est devenu l'un de ceux proposés pour identifier les groupes de reconnaissance ennemis subversifs,. À la suite de cet usage, un nouveau missile développé par l'Ukraine est baptisé Palianytsia.